# Sorin Oprescu
Sorin Mircea Oprescu (n. 7 noiembrie 1951, București, România) este un fost politician român, fugit în Grecia pentru a se sustrage de la executarea pedepsei la 10 ani și 8 luni închisoare pentru luare de mită, constituire a unui grup infracțional organizat și abuz în serviciu. Oprescu a fost senator PSD și primar al municipiului București. De profesie medic chirurg, Oprescu a fost director al Spitalului Universitar de Urgență din București (1994–2006) și al Spitalului Elias (2001-2005). 
Un apropiat al lui Ion Iliescu, Oprescu a fost membru al PDSR (devenit ulterior Partidului Social Democrat). În ierarhia partidului a deținut funcțiile de președinte al filialei PSD București (în 2006) și de vicepreședinte. A fost ales senator în două rânduri, în legislaturile 2000–2004 și 2004–2008. 
În aprilie 2008 a demisionat din PSD pentru a candida ca independent la alegerile din același an pentru Primăria Municipiului București, pe care le-a câștigat în turul al doilea. La alegerile din 2012 a fost reales din primul tur pentru aceeași funcție. În septembrie 2015 a fost arestat preventiv pentru presupuse fapte de corupție. Din mai 2022 este declarat ca fugar și dat în urmărire internațională.

## Biografie
Sorin Oprescu s-a născut pe 7 noiembrie 1951. Tatăl său, Mircea Oprescu, a fost înainte de Revoluția din 1989 general de Securitate, membru al conducerii Serviciului D (Dezinformare) din cadrul Departamentului Securității Statului. Oprescu ar fi fost prieten cu Nicu Ceaușescu, fiul dictatorului Nicolae Ceaușescu.
De profesie medic chirurg, Sorin Oprescu a fost în timpul facultății membru al Asociației Studenților Comuniști din România.
A candidat fără succes de două ori la funcția de primar al municipiului București. În 1998 a fost învins în al doilea tur de scrutin de Viorel Lis (CDR), iar în 2000 de Traian Băsescu (Partidul Democrat).
A fost căsătorit cu fiica directorului Spitalului Universitar de Urgență din București, unde a urcat in ierarhia conducerii acestui spital.

## Senator
În cadrul Alegerilor legislative din 2000 a fost ales senator din partea PDSR în circumscripția electorală nr. 42 din București. În timpul mandatului a fost vicepreședinte al Comisiei pentru sănătate publică.
În 2004 a candidat din nou în circumscripția electorală nr. 42 din București, pe listele Uniunii Naționale PSD+PUR, și a fost ales senator, fiind  validat la 17 februarie 2004. În timpul celui de-al doilea mandat de senator, Oprescu a fost până în aprilie 2008 membru al grupului parlamentar al PSD. Până în iunie 2008  a fost vicepreședinte al Comisiei pentru sănătate publică.

## Primar general
Pe 21 aprilie 2008 și-a dat demisia din PSD, pentru a candida ca independent pentru funcția de primar general al municipiului București, pe care a și câștigat-o în al doilea tur de scrutin al alegerilor locale din 15 iunie.
În 2009 s-a lansat în campania pentru alegerile prezidențiale din acel an, având drept semn electoral un soare albastru înscris într-un cerc. Sorin Oprescu a obținut 3,18% din voturi, situându-se pe poziția a 6-a dintre cei 12 candidați.
La alegerile locale din 2012 Oprescu a fost reales din primul tur în funcția de primar general al municipiului București, cu 430.512 de voturi, adică 54,79% din totalul voturilor exprimate. Contracandidatul său principal, afaceristul Silviu Prigoană (reprezentând PDL), a obținut 17,12% (134.552) din voturi.
În data de 27 martie 2015 Arhiepiscopia Romano-Catolică de București a depus la DNA o plângere penală împotriva lui Sorin Oprescu, acuzat de constituirea unui grup infracțional împreună cu mai mulți oameni de afaceri și angajați ai Primăriei Municipiului București, în legătură cu tergiversarea punerii în aplicare a sentinței de demolare a imobilului Cathedral Plaza.
În iulie 2015 Solomon Wigler, consilierul și conform ziarului Adevărul mâna dreaptă a primarului Sorin Oprescu, a fost prins în flagrant în timp ce primea o mită de 25.000 de euro. Conform procurorilor, Wigler primise în mai multe tranșe o mită de 204.000 de euro în schimbul aprobării de autorizații de construcție. Wigler a recunoscut că a primit bani, pe care i-ar fi considerat „atenții”, însă a negat că i-ar fi dat mai departe lui Oprescu.

## Arestare, încarcerare și condamnare penală
La începutul lui septembrie 2015 Sorin Oprescu a fost reținut de către Direcția Națională Anticorupție, după ce a primit o mită de 25.000 de euro. Conform comunicatului DNA, a fost reținut inițial pe 6 septembrie, la ora 0:33 pentru 24 de ore. Către capătul aceleiași zile, înainte de miezul nopții, a fost arestat preventiv pentru 30 de zile. Conform comunicatului DNA, între 2013 și 2015, în administrația locală din Municipiului București s-a format un grup de funcționari care condiționa acordarea contractelor publice de către primărie de plătirea unei părți din profitul brut, primarul Oprescu primind 10% din valoarea contractelor.
Câteva zeci de persoane și-au manifestat bucuria pornind pe biciclete din Piața Universității până la sediul DNA. Politicianul și activistul civic Nicușor Dan, președintele PMP Eugen Tomac, partidul M10 și co-președintele PNL Alina Gorghiu i-au cerut lui Oprescu demisia.
Pe 7 septembrie 2015 Agenția Națională de Integritate a declanșat procedura de verificare a averii lui Sorin Oprescu. În aceeași zi, Casa Regală a anunțat că a decis retragerea Ordinului „Coroana României”, care îi fusese decernat la 12 mai 2013, pentru „bunele practici în dezvoltarea urbană a Capitalei”.
Mandatul de primar al lui Sorin Oprescu fost suspendat pe 15 septembrie de către prefectul Bucureștiului, fiind preluat de Marin Dan-Ștefănel.
În 13 mai 2022 Sorin Oprescu a fost condamnat definitiv la 10 ani și 8 luni de închisoare cu executare pentru luare de mită, constituire a unui grup infracțional organizat și abuz în serviciu.

## Fuga la Atena
Oprescu a fost arestat la Atena dar ulterior a fost eliberat. Curtea de Apel din Atena a decis să nu îl extrădeze în România. 

## Veziși
- Lista primarilor Bucureștiului